# Oblast' di Sumy
L'oblast' di Sumy (in ucraino Сумська область?, Sums'ka oblast') è una delle 24 oblast' dell'Ucraina, con capoluogo Sumy.

## Storia
Durante l'invasione russa del 2022, l'oblast' di Sumy è stata una delle prime regioni in cui le forze russe e ucraine si sono scontrate.

## Confini
L'oblast' di Sumy confina nella parte nord-est con la Federazione Russa e rispettivamente con le oblast' di Brjansk, Kursk e Belgorod e con le oblast' ucraine di Charkiv (sud-est), Poltava (sud) e Černihiv (ovest).

## Suddivisioni

### Suddivisone amministrativa dopo il 2020
L'oblast' di Sumy è suddivisa amministrativamente in 5 distretti: 
- Konotop (Конотопський район)
- Ochtyrka (Охтирський район)
- Romny (Роменський район)
- Šostka (Шосткинський район)
- Sumy (Сумський район)

I dati che seguono mostrano il numero di ogni tipo di suddivisione amministrativa:
- Distretti: 5
- Città: 15
- Insediamenti rurali: 20
- Villaggi: 1 492

### Suddivisione amministrativa prima del 2020
Prima della riforma amministrativa del 2020 l'oblast' di Sumy era suddivisa in 18 distretti e 7 città direttamente subordinate al consiglio di oblast'.
I dati che seguono mostrano il numero di ogni tipo di suddivisione amministrativa prima della riforma amministrativa del 2020:
- Distretti: 18
- Città: 15
- Insediamenti rurali: 20
- Villaggi: 1 492